# Koprivice
Koprivice (cyr. Копривице) – wieś w Czarnogórze, w gminie Nikšić. W 2011 roku liczyła 119 mieszkańców.